# Caterina di Vendôme
Caterina di Vendôme, Catherine in francese e in inglese (1350 circa – 1º aprile 1411), fu Contessa consorte di La Marche dal mese di aprile del 1364 e Contessa di Vendôme e di Castres dal 1372.

## Origine
Secondo lo storico e genealogista francese, Pierre de Guibours, detto Père Anselme de Sainte-Marie o più brevemente Père Anselme, nel suoHistoire généalogique et chronologique de la maison royale de France, Caterina era la figlia di Giovanni VI di Vendôme, Conte di Vendôme e di Castres e di Giovanna di Ponthieu, signora d’Épernon, figlia di Giovanni di Ponthieu, Conte di Aumale, Signore di Montgomery, d’Épernon, di Noyelles-sur-Mer e di Fontaine-Guérard e di Caterina d’Artois.
Giovanni VI di Vendôme era figlio del Conte di Vendôme e di Castres, Burcardo VI e della moglie, Alice di Bretagna (1297–1377), figlia del duca di Bretagna, Pari di Francia e conte di Penthièvre, Arturo II di Bretagna e di Maria, viscontessa di Limoges.

## Biografia
Caterina aveva sposato, il 28 settembre 1364 a Parigi, il Conte di La Marche, Giovanni I, che, secondo Père Anselme, era il figlio maschio secondogenito del secondo Conte di la Marche del casato dei Borbone, Conte di Ponthieu e connestabile di Francia, Giacomo I e della moglie, Giovanna di Chatillon Saint-Paul, figlia di Ugo di Châtillon, Signore di Condé, e di Giovanna di Dargies.
Nel 1372, Caterina era succeduta alla nipote, Giovanna di Vendôme (morta in fasce, pochi mesi dopo il padre, il fratello di Caterina, il Conte di Vendôme e di Castres, Burcardo VII) nel titolo di Contessa di Vendôme e di Castres, e suo marito, Giovanni I, per diritto di matrimonio, amministrò le contee di Vendôme e Castres, facendo ricostruire i castelli di Vendôme e Lavardin.
Secondo il documento n° 3807 dei Titres de la maison ducale de Bourbon, in cui Giovanni si cita come Conte di la Marche, Conte di Vendôme e di Castres (Jean de Bourbon comte de la Marche, de Vendôme et de Castres) e assieme alla moglie, Caterina (Catherine de Vendôme sa femme), nel 1390, stabiliscono, in caso di loro morte come andranno suddivisi i vari possedimenti tra i loro figli.
Caterina rimase vedova nel 1393; infatti Giovanni morì l'11 giugno 1393 e fu tumulato nella chiesa di San Giorgio di Vendôme. Come dalle volontà espresse nel documento su citato, Giacomo, il primogenito, gli succedette nelle contee di La Marche e di Castres, mentre Luigi, il maschio secondogenito, sarebbe succeduto alla madre, nella Contea di Vendôme.
Caterina fece testamento (testamento di Caterina) il 24 settembre 1403, cedendo al figlio, Luigi, tutti i suoi diritti sulla Contea di Vendôme e quella di Castres.
Caterina morì il 1º aprile 1411 e fu tumulata nella chiesa di San Giorgio di Vendôme, accanto al marito.

## Figli
Caterina diede a Giovanni sette figli::
- Giacomo II (1370-1438), conte di La Marche e di Castres[7];
- Isabella (1373-?), una suora di Poissy, citata solo nei Cahiers de Saint-Louis[9];
- Luigi (1376-1446), conte di Vendôme[7];
- Giovanni (1378-1457), signore di Carency[7], sposò in prime nozze Caterina d'Artois, sposò in seconde nozze Jeanne de Vendômois[11];
- Anna (1380-1408)[7], sposò in prime nozze Giovanni di Valois-Berry, conte di Montpensier, e in seconde nozze Ludovico VII di Baviera[1];
- Maria (1386-11 settembre 1463), Signora di Brehencourt, sposò Jean de Baynes, Signore di Croix[12];
- Carlotta (1388-1433), sposò Giano di Lusignano, re di Cipro[13].

## Ascendenza
|                                            |                                            |                                             | Genitori                                       |  |  | Nonni |  |  | Bisnonni                        |  |  | Trisnonni                        |  |
|                                            |                                            |                                             |                                                |  |  |       |  |  | 8. Giovanni V, conte de Vendôme |  |  | 16. Burcardo V, conte di Vendôme |  |
|                                            |                                            |                                             |                                                |  |  |       |  |  | 8. Giovanni V, conte de Vendôme |  |  | 16. Burcardo V, conte di Vendôme |  |
|                                            |                                            | 17. Maria di Roye                           |                                                |  |  |       |  |  | 8. Giovanni V, conte de Vendôme |  |  |                                  |  |
| 4. Burcardo VI, conte di Vendôme           |                                            |                                             |                                                |  |  |       |  |  | 8. Giovanni V, conte de Vendôme |  |  |                                  |  |
|                                            |                                            | 9. Eleonora di Montfort, signora di Castres | 18. Filippo II di Montfort, signore di Castres |  |  |       |  |  |                                 |  |  |                                  |  |
|                                            |                                            | 9. Eleonora di Montfort, signora di Castres | 18. Filippo II di Montfort, signore di Castres |  |  |       |  |  |                                 |  |  |                                  |  |
|                                            |                                            | 9. Eleonora di Montfort, signora di Castres | 19. Giovanna di Lévis                          |  |  |       |  |  |                                 |  |  |                                  |  |
| 2. Giovanni VI, conte di Vendôme           |                                            | 9. Eleonora di Montfort, signora di Castres |                                                |  |  |       |  |  |                                 |  |  |                                  |  |
|                                            |                                            | 10. Arturo II, duca di Bretagna             | 20. Giovanni II, duca di Bretagna              |  |  |       |  |  |                                 |  |  |                                  |  |
|                                            |                                            | 10. Arturo II, duca di Bretagna             | 20. Giovanni II, duca di Bretagna              |  |  |       |  |  |                                 |  |  |                                  |  |
|                                            |                                            | 10. Arturo II, duca di Bretagna             | 21. Beatrice d'Inghilterra                     |  |  |       |  |  |                                 |  |  |                                  |  |
| 5. Alice di Bretagna                       |                                            | 10. Arturo II, duca di Bretagna             |                                                |  |  |       |  |  |                                 |  |  |                                  |  |
|                                            |                                            | 11. Iolanda di Dreux                        | 22. Roberto IV, conte di Dreux                 |  |  |       |  |  |                                 |  |  |                                  |  |
|                                            |                                            | 11. Iolanda di Dreux                        | 22. Roberto IV, conte di Dreux                 |  |  |       |  |  |                                 |  |  |                                  |  |
|                                            |                                            | 11. Iolanda di Dreux                        | 23. Beatrice di Montfort                       |  |  |       |  |  |                                 |  |  |                                  |  |
| 1. Caterina, contessa di Vendôme           |                                            | 11. Iolanda di Dreux                        |                                                |  |  |       |  |  |                                 |  |  |                                  |  |
|                                            | 12. Giovanni I di Ponthieu, conte d'Aumale | 24. Ferdinando di Castiglia, conte d'Aumale |                                                |  |  |       |  |  |                                 |  |  |                                  |  |
|                                            | 12. Giovanni I di Ponthieu, conte d'Aumale | 24. Ferdinando di Castiglia, conte d'Aumale |                                                |  |  |       |  |  |                                 |  |  |                                  |  |
|                                            | 12. Giovanni I di Ponthieu, conte d'Aumale | 25. Laura di Montfort                       |                                                |  |  |       |  |  |                                 |  |  |                                  |  |
| 6. Giovanni II di Ponthieu, conte d'Aumale | 12. Giovanni I di Ponthieu, conte d'Aumale |                                             |                                                |  |  |       |  |  |                                 |  |  |                                  |  |
|                                            |                                            | 13. Ida di Meulan                           | 26. Amalrico di Meulan, signore de la Queue    |  |  |       |  |  |                                 |  |  |                                  |  |
|                                            |                                            | 13. Ida di Meulan                           | 26. Amalrico di Meulan, signore de la Queue    |  |  |       |  |  |                                 |  |  |                                  |  |
|                                            |                                            | 13. Ida di Meulan                           | 27. Margherita, signora di Neufbourg           |  |  |       |  |  |                                 |  |  |                                  |  |
| 3. Giovanna di Ponthieu                    |                                            | 13. Ida di Meulan                           |                                                |  |  |       |  |  |                                 |  |  |                                  |  |
|                                            |                                            | 14. Filippo d'Artois                        | 28. Roberto II, conte d'Artois                 |  |  |       |  |  |                                 |  |  |                                  |  |
|                                            |                                            | 14. Filippo d'Artois                        | 28. Roberto II, conte d'Artois                 |  |  |       |  |  |                                 |  |  |                                  |  |
|                                            |                                            | 14. Filippo d'Artois                        | 29. Amicie di Courtenay                        |  |  |       |  |  |                                 |  |  |                                  |  |
| 7. Caterina d'Artois                       |                                            | 14. Filippo d'Artois                        |                                                |  |  |       |  |  |                                 |  |  |                                  |  |
|                                            |                                            | 15. Bianca di Bretagna                      | 30. Giovanni II, duca di Bretagna (= 20)       |  |  |       |  |  |                                 |  |  |                                  |  |
|                                            |                                            | 15. Bianca di Bretagna                      | 30. Giovanni II, duca di Bretagna (= 20)       |  |  |       |  |  |                                 |  |  |                                  |  |
|                                            |                                            | 15. Bianca di Bretagna                      | 31. Beatrice d'Inghilterra (= 21)              |  |  |       |  |  |                                 |  |  |                                  |  |
|                                            |                                            | 15. Bianca di Bretagna                      |                                                |  |  |       |  |  |                                 |  |  |                                  |  |

### Fonti primarie
- (LA)  (FR)  Titres de la maison ducale de Bourbon, tome premier
- (LA)  Mémoires pour servir de preuves à l´histoire ecclésiastique et civile de Bretagne, Tome I.
- (LA)  Rerum Gallicarum et Francicarum Scriptores, tomus XXI.

### Letteratura storiografica
- (FR)  "Histoire%20de%20la%20maison%20de%20Chastillon-sur-Marne"&pg=PT148#v=onepage&q&f=false Histoire De La Maison De Chastillon Svr Marne.
- (FR)  Histoire généalogique et chronologique de la maison royale de France.
- (FR)  #ES Histoire du Bourbonnais et des Bourbons qui l'ont possédé, Volume 1.